# كولن كاروثرز
كولن كاروثرز هو لاعب هوكي جليد كندي، ولد في 17 سبتمبر 1890 في تورونتو في كندا، وتوفي في 10 نوفمبر 1957 في كينغستون في كندا.

## وصلات خارجية
- كولن كاروثرز على موقع EliteProspects.com (الإنجليزية)
- كولن كاروثرز على موقع Eurohockey.com (الإنجليزية)
- كولن كاروثرز على موقع اللجنة الأولمبية الدولية (الإنجليزية)
- كولن كاروثرز على موقع أوليمبيديا (الإنجليزية)
- كولن كاروثرز على موقع اللجنة الأولمبية البريطانية (الإنجليزية)